# 杜興氏肌肉營養不良症
杜興氏肌肉營養不良症（英語：Duchenne Muscular Dystrophy，縮寫DMD）是一種相當嚴重的伴性遗传肌肉失養症。男性病患大約在4歲開始就會產生肌肉無力的症狀，此後症狀即會開始快速惡化。通常最先從大腿即骨盆肌肉開始萎縮，之後則是上臂肌肉。本病會導致站立困難，患者大約在12歲之後就無法行走。受影響的肌肉會被脂肪組織佔據，因此看起來會較大塊。患者亦常見脊椎側彎。女性患者有時會表現些微症狀。
本病屬於X連鎖隱性遺傳，約三分之二的患者疾病基因來自遺傳，三分之一則來自新突變。疾病相關基因位於X染色體上的DMD基因上，該基因負責了失養素的轉譯。失養素則與肌肉細胞膜的維持有關係。在孩子出生前可以進行基因檢測。患者血中的肌酸激酶值也會較高。
目前該病尚無有效的治療方法。物理治療、輔具，以及手術矯正都能幫助舒緩症狀。呼吸肌較弱的患者則可搭配呼吸輔助器。藥物則可使用皮質類固醇來減緩肌肉退化；抗抽搐藥物可以用於控制癲癇發作及肌肉不正常運動；免疫抑制劑則能延緩肌細胞的死亡及傷害。
約每5000名男嬰會有一人罹患此病，杜興氏肌肉營養不良症為最常見的肌肉失養症。患者平均預期壽命約為26歲，然而如果接受良好治療，患者亦可能存活至30到40歲。
此症由義大利那不勒斯的醫生約翰·塞姆莫拉（Giovanni Semmola）及加埃塔諾·孔蒂（Gaetano Conte）分別於1834年及1836年提出報告，但症狀名稱是取自1861年在其書中詳細描述此病的法國神經學家紀堯姆·杜尚·德·布洛涅。
另一種病情較輕的肌肉萎縮症稱為贝克型肌肉萎缩症（BMD）是屬於DMD的亞型。

## 初期症狀
其他身體上的症狀有：
- 不穩步伐
- 容易跌倒
- 不良於行（跑步和跳）
- 愈來愈嚴重的行動困難
- 行路能力通常在12歲時消失
- 容易疲勞
- 輕度智能障礙（大概30%的患者）
- 骨骼發育畸形（有些個案為脊椎側彎）
- 肌肉發育畸形
- 小腿肌肉異常腫大（Pseudohypertrophy）（這些肌肉的正常組織被硬化組織所取代）

## 徵兆及檢驗方法
- 一般在5岁以前发病；
- 临床特点为进行性对称性肌无力，以肢体近端受累多见，起病常于下肢开始；
- 体查无肌颤，无感觉障碍，多伴有腓肠肌假性肥大；
- 肌电图呈肌源性损害；
- 肌活检表现为肌纤维长短不一，出现坏死与降解，纤维透明化，出现结缔组织与脂肪组织代偿增生，免疫组化分析可见dystrophin缺失；
- 有家族史，呈X连锁隐性遗传；
- 病情进行性加重。

## 治療

### 支持療法
- 提升自體體力
- 提升自體免疫力
- 心靈治療

### 晚期症狀
杜興氏肌肉營養不良症最終會影響到所有平滑肌，以及心臟和呼吸肌肉。患者很少能活过35岁。 患者一般由于呼吸衰竭或心功能紊乱而死亡。

## 療法研究
國際上曾經有人試圖用幹細胞移植的方法治療DMD，在老鼠身上獲得一定的進展。但用於人类患者身上尚沒有取得滿意的效果。目前基因治療仍在研究中，如何把DMD型改為BMD型，延長患者的壽命或針對“無義突變”發揮作用治療DMD/BMD，已經變成研究的熱點。

## 外部連結
- 裘馨氏肌肉失養症(Duchenne dystrophy) （页面存档备份，存于）
- 香港肌健協會 （页面存档备份，存于）
- CDC's National Center on Birth Defects and Developmental Disabilities
- Muscular Dystrophy Campaign (UK) （页面存档备份，存于）
- DMD Registry （页面存档备份，存于）
- Parent Project UK
- Parent Project USA （页面存档备份，存于）
- Duchenne/Becker Muscular Dystrophy, NCBDDD, CDC
- MUSCULAR DYSTROPHY Page on NCBI （页面存档备份，存于）
- A support group for dads[永久]
- Report on U7 gene transfer studies PDF file。
- 中国神经肌肉疾病协会 （页面存档备份，存于）
- 中華民國肌萎縮症病友協會 （页面存档备份，存于）
- 中国DMD关爱协会
- 中国DMD关爱协会论坛
- 中国DMD肌营养不良注册登记 （页面存档备份，存于）
- 香港杜興氏肌肉營養不良症協會 （页面存档备份，存于）